# ضفدع المطر الصحراوي
ضفدع المطر الصحراوي (الاسم العلمي: Breviceps macrops)، نوع من الضفادع المنتمية إلى فصيلة ضفادع المطر. يوجد في ناميبيا وجنوب أفريقيا. موطنه الطبيعي هي الأشرطة الضيقة للشواطئ الرملية بين البحر والكثبان الرملية. إنهُ مهدد بخسارة موطنه.